# OpenCritic
OpenCritic — англомовний вебсайт-агрегатор, який збирає відгуки про відеоігри та вираховує середню оцінку кожної гри. Містить інформацію про відеоігри створені з моменту запуску агрегатора, а також ті, що вийдуть найближчим часом, короткий опис, загальні характеристики, відео, скріншоти та іншу супутню інформацію.

## Історія
2014 розпочалась розробка вебсайту OpenCritic. Над його створенням працював Меттью Ентовен з командою однодумців до якої увійшли інженер Чарльз Грін та Аарон Рутлідж, а також Річ Триггс. Меттью Ентовен, який надалі очолив OpenCritic, працював менеджером продуктів Riot Games. Riot Games — незалежний творець відеоігор, відомий по грі League of Legends, відеогрі жанру MOBA.
За словами Меттью Ентовена недосконалість таких сайтів як GameRankings та Metacritic стала основною причиною для створення OpenCritic. Ентовен мав на меті створити сайт який буде присвячений виключно відеоіграм з прозорою оцінкою та орієнтований на гравців та їх потреби.
Офіційний запуск сайту відбувся 30 вересня 2015 року.

## Опис
Агрегатор оглядів відеоігор збирає інформацію про відеогру та розміщує загальні відомості про гру на своєму сайті. Кожна гра, випущена після 1 жовтня 2015 року, має свою сторінку на агрегаторі, на якій містяться загальні відомості, а також огляди різноманітних видань, що збираються вебсайтом кожні 10-25 хвилин завдяки спеціальному алгоритму. Цей алгоритм опрацьовує огляди сотень онлайн-публікацій, вебсайтів та видань, розміщуючи їх на сайті.
На основі зібраних оглядів, як стверджує вебсайт, ґрунтується загальний рейтинг відеогри, що містить три параметри: «Top Critic Average» (укр. Середня оцінка критиків), «OpenCritic Rating» (укр. Оцінка OpenCritic) та «Critics Recommend» (укр. Критики рекомендують). Перша оцінка формується від 0 до 100 балів як середнє арифметичне всіх оцінок оглядів. На основі цих обчислень агрегатор виставляє власну оцінку відеогрі: «Weak», якщо середня оцінка до 30 балів; «Fair», якщо від 30 до 60 балів; «Strong», від 60 до 90; «Mighty», якщо відеогра загалом отримала від 90 балів та вище. Остання, третя оцінка формується на основі самого огляду. Якщо критик конкретно зазначив, чи рекомендує цю гру гравцям на відповідній сторінці OpenCritic (англ. OpenCritic's content management system; укр. Система управління вмістом OpenCritic), у вердикті власного огляду тощо, то алгоритм врахує це, обчисливши показник оцінки.